# Bruno Kouamé
Bruno Kouamé (ur. 16 grudnia 1927 w Anoumaba, zm. 17 maja 2021 w Bouaké) – iworyjski duchowny rzymskokatolicki, w latach 1981-2003 biskup Abengourou.

## Życiorys
Święcenia kapłańskie przyjął 8 lipca 1956. 26 marca 1981 został prekonizowany biskupem Abengourou. Sakrę biskupią otrzymał 31 maja 1981. 21 listopada 2003 przeszedł na emeryturę.